# 아쓰기시
아쓰기시(일본어: 厚木市)는 일본 가나가와현의 거의 중앙부에 있는 시이다. 일본 수도권의 업무핵도시로 전환해 있다.
공장·주택이 많고 도쿄·요코하마의 위성 도시이며, 산이 많고 농업 지대가 있다. 오야마 방면 등산로의 입구가 있고 시내에는 온천도 있다.
인구밀도는 2,400명/km2이다.

## 역사
오늘날의 아쓰기시 주변 지역은 수천 년 전부터 사람이 살았다. 고고학자들은 이 지역에서 조몬 시대의 수많은 도기 파편들을 발견하였다. 가마쿠라 시대까지 이 지역은 일부는 모리의 장원이었고 또다른 일부는 오에노 히로모토의 땅이었다. 그의 후손들인 모리씨는 이후 조슈번을 지배하였다. 가마쿠라 시대에 이 지역은 또한 절의 종 생산을 위한 주조업으로도 알려져 있었다.
무로마치 시대 초기에는 아시카가씨의 지배하에 있다가 이후 오다와라의 고호조씨 영토의 일부가 되었다. 에도 시대가 시작되면서 에도 막부의 직할령이 되었으나 수많은 하타모토와 오다와라번, 사쿠라번, 무쓰우라번, 오기노야마나카번, 가라스야마번이 관할하였다. 메이지 유신 이후 1876년까지 이 지역은 가나가와현 아키코군에 통합되었다. 1889년 4월 1일에 몇 개의 작은 촌락들의 합병으로 아쓰기정이 성립되었다. 1955년 2월 1일에 이웃한 무쓰아이촌, 고아이유촌, 다마가와촌, 미나미모리촌의 합병으로 시로 승격하였다. 시는 1958년 7월 8일에 나카군에서 이웃한 에치촌, 아이카와촌을 합병하여 확장되었다. 1956년 9월 30일에 오기노촌이 아쓰기에 편입되었다. 2002년 4월에 아쓰기의 인구는 20만 명이 넘어 특례시로 지정되었다.

## 경제
아쓰기는 주로 도쿄-요코하마 대도시권의 베드타운으로 알려져 있다. 한때는 가나가와현의 중심 도시로 번영했지만, 최근에는 대형 점포나 대학이 줄어들고 있어서 시내의 공동 산업화가 문제가 되고 있다.
닛산 자동차가 1982년부터 이곳에서 디자인 센터를 운영하고 있다.

## 인구
인구는 다음과 같다.
| 연도 | 인구    | ±%     |
| ---- | ------- | ------ |
| 1920 | 28,786  | —      |
| 1930 | 30,680  | +6.6%  |
| 1940 | 32,981  | +7.5%  |
| 1950 | 43,191  | +31.0% |
| 1960 | 46,239  | +7.1%  |
| 1970 | 82,894  | +79.3% |
| 1980 | 145,392 | +75.4% |
| 1990 | 197,283 | +35.7% |
| 2000 | 217,369 | +10.2% |
| 2010 | 224,426 | +3.2%  |

## 기후
따뜻한 여름과 추운 겨울, 그리고 강우량이 적은 것이 특징인 온난 습윤 기후(쾨펜의 기후 구분 Cfa)를 보인다. 8월에는 약 24.5도에 이를 만큼 평균 온도가 가장 높으며, 1월에는 최저로 약 2.3도에 이른다.

## 교통

### 철도
- 오다큐 전철 오다와라선 혼아쓰기역

아쓰기역은 에비나시에 있다.

### 도로
- 도에이 고속도로
- 국도 129호선
- 국도 246호선
- 국도 271호선
- 국도 412호선

## 자매 도시
- 미국 코네티컷주 뉴브리튼
- 중화인민공화국 장쑤성 양저우시
- 대한민국 경기도 군포시